# Wilhelmine Aschenbrenner
Wilhelmine Caroline Charlotte Aschenbrenner, verheiratete Wilhelmine Aschenbrenner-Miedke, auch Wilhelmine Aschenbrenner-Miedtke und Wilhelmine Vetter (* 4. Februar 1791 in Frankfurt am Main; † nach 1834) war eine deutsche Theaterschauspielerin.

## Leben
Wilhelmine Aschenbrenner war Tochter des Franz Aschenbrenner, der 1810 Schauspieldirektor in Linz war. Sie war von Kindheit an am Theater und spielte bereits Kinderrollen in Stuttgart. In erster Ehe war sie ab 1810 verheiratet mit dem Schauspieler, Regisseur und Theaterautor Carl Miedke (1773–1839), von dem sie sich 1820 trennte.
Ab Februar war sie 1814 am Hoftheater Stuttgart tätig (bis März 1820, Fach: Liebhaberinnen), von dort aus Gastauftritte u. a. in Darmstadt (1. Mai 1818), Leipzig (15. Mai bis 3. Juni 1818) und nochmals Darmstadt (12./16. Juni 1818); von April 1820 bis 1827 war sie am Theater Leipzig beschäftigt, von wo aus Gastauftritte u. a. in Hamburg und Bremen (1826) folgten. Nach Gastrollen wurde sie im Juli 1827 ab November 1827 am Hoftheater Darmstadt engagiert (Debüts im Dezember 1827), wo sie bis 1831 tätig war (Fach: erste tragische Mütter und Charakterrollen). Im Juli 1828 heiratete Aschenbrenner-Miedke den Sänger Franz Xaver Vetter, mit dem sie 1832 wieder nach Stuttgart ging.
1834 wurde sie von dem Maler Otto Stotz (1805–1873) porträtiert.